# Högdalen (stacja metra)

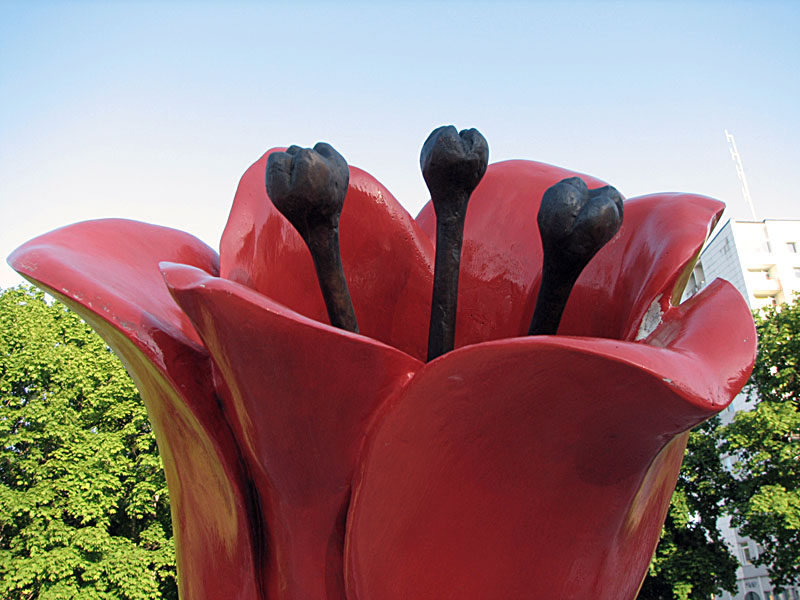
Rzeźba tulipana na stacji

Högdalen – powierzchniowa stacja sztokholmskiego metra, leży w Sztokholmie, w Söderort, w dzielnicy Enskede-Årsta-Vantör, w części Högdalen. Leży na zielonej linii T19, między Bandhagen a Rågsved. Dziennie korzysta z niej około 6 800 osób.
Stacja znajduje się między Sjösavägen i Harpsundsvägen. Posiada jedno wyjście zlokalizowane przy Högdalsgången. Pierwszą prowizoryczną stację otworzono 22 listopada 1954, nową oddaną do użytku 3 listopada 1957. Do 14 listopada 1959 była to stacja końcowa linii, wówczas otworzono odcinek do Rågsved. Posiada dwa perony z czterema krawędziami, spowodowane jest to położeniem za Högdalen stacji techniczno-postojowej Högdalsdepån.

## Sztuka
- Uppväxter, trzy brązowe rzeźby tulipanów o wysokości 2,5 m, łodygi i liście patynowane, Birgitta Muhr, 2002[3]

## Czas przejazdu
| Linia | Stacja          | Czas przejazdu | Stacja                                                    | Czas przejazdu                            |
| T19   | Hagsätra        | 4 min          | Gullmarsplan Slussen Gamla stan T-Centralen Alvik Åkeshov | 10 min 14 min 15 min 19 min 32 min 39 min |
| T19   | Hässelby strand | 51 min         | Gullmarsplan Slussen Gamla stan T-Centralen Alvik Åkeshov | 10 min 14 min 15 min 19 min 32 min 39 min |

## Otoczenie
W najbliższym otoczeniu stacji znajdują się:
- Högdalen Centrum
- Högdalens bollplan
- Högdalens idrottshall
- Högdalens badet
- Biblioteka
- Vantörs kyrka
- Högdalens äldreboende
- Bandahagens skola
- Bandahagens bollplan